# آنغ (أفاتار)
آنغ أو آنج أو الأفاتار آنغ (بالإنجليزية:Aang) هو شخصية كرتونية تابعة لمسلسل آفاتار: أسطورة أنج ويعد بطلها. آنج راهب من بدو الهواء حيث أنه مسخر هواء وحيث أنه الأفاتار تعلم فنون التسخير الأخرى وهي الماء والأرض والنار.

## التاريخ

### الخلفية

آنج في الجبل الجليدي

وُلد آنج قبل بداية الحرب بـ12 عاماً في معبد الهواء الجنوبي حيث تعلم تسخير الهواء. وفي سن الثانية عشرة قد اكتُشف أنه الأفاتار ولكنه هرب ثم تجمد وبقي في الجبل الجليدي لمدة 100 عام.

### الكتاب الأول: الماء
في الكتاب الأول يقابل آنج أهم أصدقائه ويعتبرون أبطالاً للمسلسل بعده هم كتارا وأخوها ساكا واللذان سيصبحان مرافقيّن له طوال رحلته. سيقابل أيضاً العديد من الأصدقاء منهم صديقه القديم الملك بومي وسوكي والعديد من المعلمين منهم معلم تسخير الماء في قبيلة الماء الشمالية باكو وجون جون معلمه الأول لتسخير النار. سيقابل آنج أيضاً أعداء منهم زوكو والقائد جاو من أمة النار.

### الكتاب الثاني: الأرض

قتل آنج ببرق أزولا

بعد أن يتعلم آنج تسخير الماء يتجه إلى مدينة أوماشو ليتعلم تسخير الأرض من صديقه الملك بومي ولكنه لن يعلمه وينصحه بالبحث عن معلم آخر. يقابل آنج في هذا الجزء معلمته تاف وهي مسخرة أرض قوية عمياء وأيضاً يقابل المزيد من الأصدقاء منهم معلمه الروحيّ وملك الأرض وسيقابل بعض الأعداء أيضاً منهم أزولا أخت زوكو وصديقتيها ماي وتاي لي. آنج سيُقتَل في هذا الجزء لكن كتارا ستعيد إحياؤه بواسطة ماء الأرواح التي أعطاه لها باكو من قبيلة الماء الشمالية.

### الكتاب الثالث: النار
يتجه آنج وأصدقاءه إلى أمة النار لمحاربة زعيم النار ويتخفون كأنهم مواطنون عاديون من أمة النار. يحارب آنج في هذا الجزء جيش مسخري النار وزعيم النار ويهاجم أمة النار في يوم الكسوف الذي يُطلق عليه عند مسخري النار يوم الشمس السوداء. يقابل آنج عدواً قديماً وهو زوكو الذي سيصبح صديقه ومعلمه لتسخير النار. بالإضافة إلى أنه سيواجه زعيم النار أوزاي ويهزمه ويوقف الحرب التي استمرت 100 عام.

### بعد الحرب
بعد نهاية الحرب، نجح آنج في التحكم في فترة السلام. مع صديقه زعيم النار الجديد زوكو، قاموا ببناء إقليم الجمهورية المتحدة حيث توجد مدينة تُسمَّى مدينة الجمهورية وهي موطن عائلات مُجمّعَة من كل الأمم. آنج وجد أيضاً جزيرة مملوءة ببقية الثيران الطائرة، مع نوع جديد من حيوان الليمر المجنح وهو الليمر المجنح ذو عصابة الذيل.
أثناء فترة السلام، تزوج آنج كتارا وأنجبا 3 أطفال، أصغرهم هو تنزن وكان مسخر هواء. بعد ذلك تزوج تنزن ببيما وأنجبا 3 أطفال أو 3 أحفاد لآنج وهم: جينورا وإيكي وميلو؛ على الرغم من ذلك آنج لم يقابلهم قبل موته.
بعد 53 سنة من نهاية الحرب يموت آنج. ثم يأتي أفاتار جديد في قبيلة الماء الجنوبية وهي فتاة تُدعى كورا أسطورة كورا

### الإرث

تمثال آنج في مدينة الجمهورية

أُقيم تمثال كبير للأفاتار آنج على جزيرة صغيرة في ضواحي مدينة الجمهورية. علم آنج كل شيء يعرفه عن تسخير الهواء لابنه تنزن.

## شخصيته
آنج هو شخص محب للمرح، ساذج بعض الشيء، ومحب للمغامرة.امتلك احتراماً عميقاً للحياة والحرية، وكان يرفض أن يأكل اللحم وغالباً مُعارِض للقتال.كان يحب آنج أن يكون له شبكة من الأصدقاء حول العالم.

## قدراته

### التسخير
يمتلك آنج فنون التسخير الأربعة التي تعلمها من معلميه. يمتلك أيضاً قدرة التعلم بسرعة والتأقلم مع متطلبات العنصر المُتعلَم.

#### تسخير الهواء
الهواء هو عنصر آنج الأساسيّ حيث أنه من بدو الهواء. تعلَّم آنج فن تسخير الهواء على يد معلمه الراهب كياتسو مع بعض الإضافات التي أضافها آنج بنفسه. يتميز عنصر الهواء بالمراوغة والهجمات الغير مباشرة على العدو وأيضاً يعد عنصراً للسرعة.

#### تسخير الماء
عنصر الماء هو الثاني لآنج لكي يتقنه وهو عنصر العلاج والحياة. تعلم آنج تسخير الماء على يد معلمه باكو وصديقته كتارا.

#### تسخير الأرض
عنصر الأرض هو الثالث لآنج ويعتبر عنصر الصلابة. تعلم آنج تسخير الأرض على يد معلمته وصديقته تاف.

#### تسخير النار
عنصر النار هو آخر عناصر آنج ويعد عنصر القوة. تعلم آنج أساسيات تسخير النار على يد جون جون ثم علمه زوكو مهارات فن تسخير النار.

#### تسخير الطاقة
تسخير الطاقة هو فن نادر في عالم الأفاتار حيث أنه لم يتعلمه إلا آنج والقليل من الأفاتار السابقين له. تعلم آنج هذا الفن على يد سلحفاة أسد عملاقة

### مهارات أخرى
تعلم آنج بعض الحيل والخدع السحرية. كما تعلم بعض الحركات القتالية للدفاع عن نفسه والمرواغة.

### حالة الأفاتار
حالة الأفاتار هي حالة دفاعية تُستخدم في حالات الطوارئ التي تواجه الأفاتار حيث تكون طاقته بأقصى حد لها حيث يمده الأفاتار السابقين بالطاقة، لكنها خطيرة ومدمرة وأيضاً إذا قُتل الأفاتار وهو فيها يختفى الأفاتار من العالم. استخدمها آنج عدة مرات منها عندما كان في الجبل الجليديّ وأيضاً عندما اكتشف أن مسخري النار قتلوا معلمه ولكنه كان يستخدمها عندما يغضب ولم يكن يعرف كيف يستعملها إلى أن علمه المعلم الروحيّ ذلك.

## ظهوره

### حلقات المسلسل
ظهر آنج تقريباً في كل حلقات المسلسل عدا حلقة واحدة وهي 2-7: زوكو بمفرده.
أدى دور آنج الممثل الأمريكي زاك تايلر.

### فيلم آخر مسخر هواء

نواه رينجر في دور آنج في فيلم آخر مسخر هواء

قام بدور آنج في الفيلم الممثل الأمريكي نواه رينجر.

## إنظر أيضاً
- أفاتار أسطورة آنج
- أفاتار أسطورة كورا
- كورا

## وصلات خارجية
- موسوعة أفاتار (بالإنجليزية)
- موسوعة أفاتار العربية
- أفاتار - نيكتونز (بالإنجليزية)
- آنغ - نيكتونز (بالإنجليزية)